# Cansumys canus
Cansumys canus és una espècie de rosegadors de la família dels cricètids. És endèmic de la Xina (Gansu, Ningxia, Shaanxi i Sichuan). Es tracta d'un animal nocturn i arborícola que s'alimenta de fulles i herbes. El seu hàbitat natural són els boscos caducifolis de muntanya. És una espècie en risc mínim, és a dir, no sembla que hi hagi cap amenaça significativa per a la seva supervivència. El seu nom específic, canus, significa ‘canós’ en llatí.